# Spermaceti

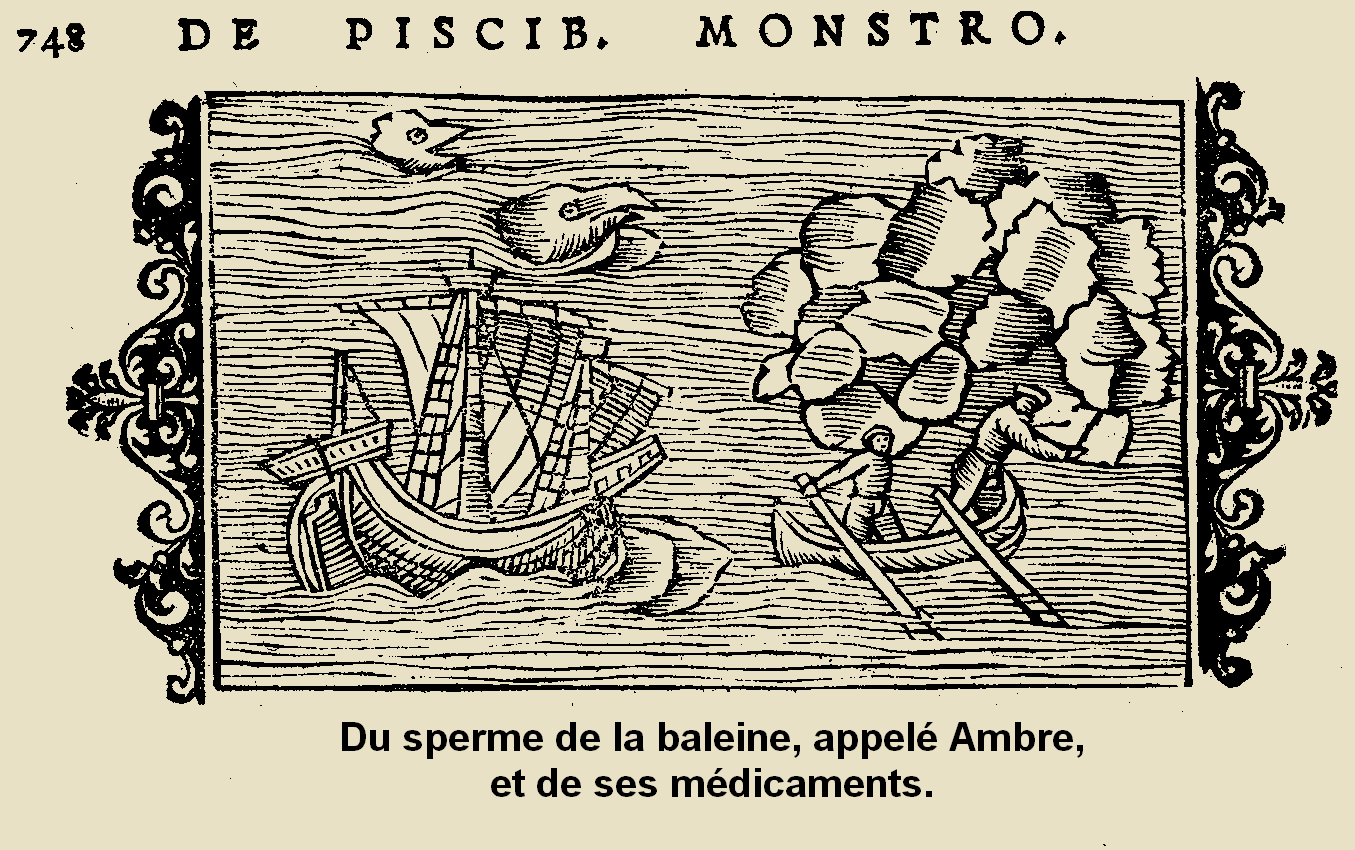
Récolte du sperme de baleine par les marins.

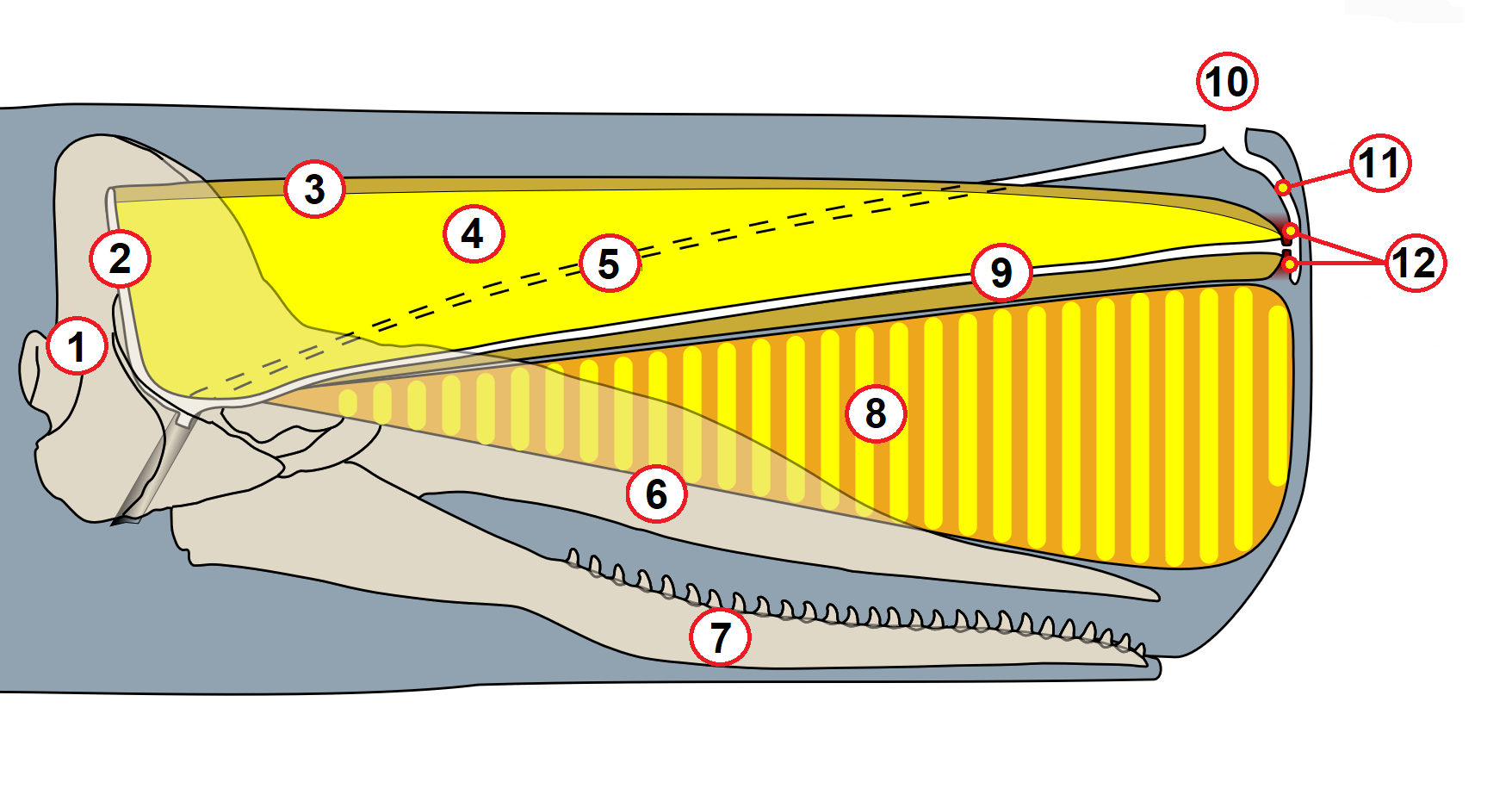
Coupe sagittale de la tête d'un cachalot : organe du spermaceti ④.

Le blanc de baleine ou spermaceti est une substance huileuse blanche présente dans la tête de certains cétacés comme le cachalot ou l'hyperoodon. L'organe correspondant est nommé organe du spermaceti. La plupart des autres cétacés ont un organe similaire moins développé, appelé melon.

## Terminologie
Le terme spermaceti provient du grec sperma, « graine », et du latin cetus, « baleine ». Lors de la découverte de cette substance, on croyait qu'il s’agissait du liquide séminal de l’animal, d’où son appellation. En anglais, le cachalot est d’ailleurs dénommé « baleine à sperme » (sperm whale) et son spermaceti, « huile de sperme » (sperm oil (en)).
Le spermaceti des baleines à bec est dit quant à lui « huile de sperme arctique » ; sa qualité et son prix étaient inférieurs à ceux du spermaceti de cachalot.

## Propriétés

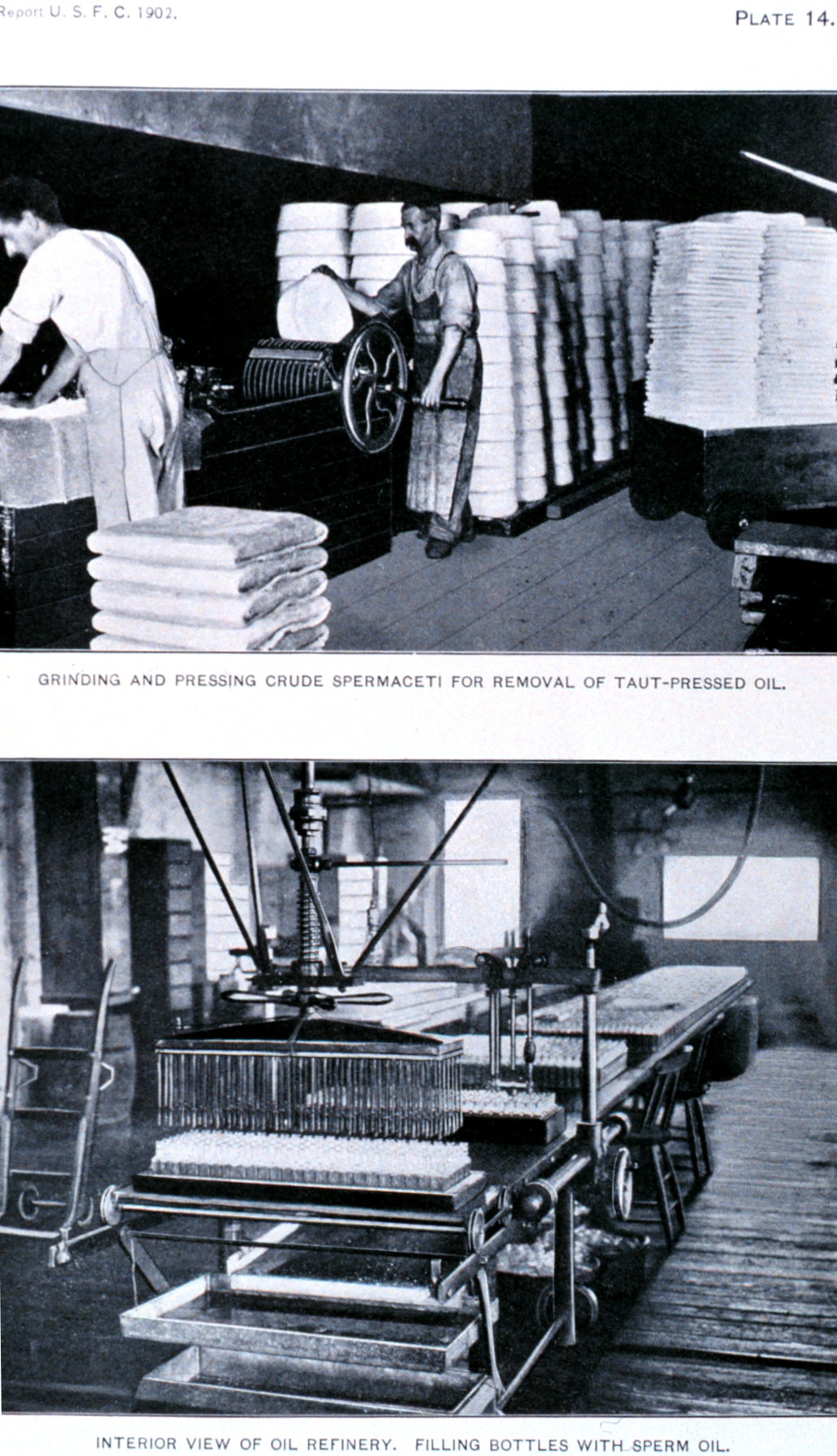
conditionnement du spermaceti, 1902.

Le spermaceti est un composé complexe, contenant des cires et des triglycérides. Purifié par l'alcool, on en extrait le constituant principal, la cétine, ou palmitate de cétyle (l'ester de l'isohexadécanol et de l'acide palmitique), C15H31COO-C16H33.
Il s'agit d'un composé d'apparence huileuse, blanc et sans odeur de la famille des cérides. Il est insoluble dans l'eau et l'alcool à froid, mais très soluble dans l'alcool bouillant, l'éther, le chloroforme et le sulfure de carbone.
Au-dessus de 30 °C, le spermaceti est liquide. Il se cristallise petit à petit jusqu'à 0 °C, d'abord en se troublant, puis en une masse à larges lames entrecroisées.
C'est une substance combustible.

## Chasse au cachalot
La chasse au cachalot avait principalement pour objectif l'exploitation du spermaceti des grands cachalots (Physeter macrocephalus) ; ce spermaceti était utilisé dans les lampes et éclairages à huile (tout comme l'huile de baleine issue de la graisse de l'animal avec laquelle il est parfois confondu), pour les cosmétiques, le tannage du cuir et comme lubrifiant, et pour les bougies, savons, ou bien encore excipients pharmaceutiques. Le cachalot fut décimé jusqu'en 1982, année où sa chasse fut définitivement interdite. Depuis 1987, l'huile de spermaceti n'est plus vendue légalement.